# Цинциннати (футбольный клуб)
«Цинцинна́ти» (англ. FC Cincinnati) — американский профессиональный футбольный клуб из города Цинциннати, штата Огайо. Выступает в MLS, высшей футбольной лиге США и Канады, с 2019 года.

## История
В первой половине 2016 года группа владельцев клуба USL «Цинциннати» начала переговоры с MLS о получении места в лиге. 15 декабря 2016 года MLS огласил список из десяти городов-претендентов на следующие франшизы, среди которых был назван и Цинциннати. В начале 2017 года группа из Цинциннати в числе 12 инвестиционных групп официально представила на рассмотрение заявку на вступление в MLS. 29 ноября 2017 года MLS назвал четыре города, финальных претендентов на два места в лиге на следующем этапе расширения: Детройт, Нэшвилл, Сакраменто и Цинциннати. 29 мая 2018 года MLS объявил, что клуб из Цинциннати присоединится к лиге в 2019 году. Стадион, рассчитанный на 21 тыс. посадочных мест, в городском районе Уэст-Энд планировалось открыть в 2021 году.
30 июля 2018 года «Цинциннати» подписал первых двух игроков для MLS — Фанендо Ади, ставшего первым назначенным игроком клуба, и Фатай Алаше. 12 ноября 2018 года клуб представил свои эмблему и цвета — оранжевый и синий.
«Цинциннати» сыграл свой дебютный матч в MLS 2 марта 2019 года против «Сиэтл Саундерс» в гостях, потерпев поражение со счётом 1:4. Автором первого гола в истории клуба стал Леонардо Бертоне. 10 марта 2019 года, сыграв вничью 1:1 с «Атлантой Юнайтед», «Цинциннати» добыл своё первое очко в MLS. Первую победу в MLS «Цинциннати» одержал 17 марта 2019 года в своём первом домашнем матче на «Нипперт Стэдиум», разгромив «Портленд Тимберс» со счётом 3:0.
7 мая 2019 года «Цинциннати» уволил главного тренера Алана Коха, после того как клуб проиграл пять матчей подряд и, набрав восемь очков в первых 11 матчах сезона, осел на дне турнирной таблицы Восточной конференции. Временное исполнение обязанностей главного тренера было возложено на Йоанна Даме, ассистента Коха. 4 августа 2019 года главным тренером «Цинциннати» был назначен Рон Янс. В ноябре 2019 года Мег Уитмен и её муж Грифф Харш приобрели миноритарный пакет акций клуба. 17 февраля 2020 года Янс подал в отставку на фоне расследования предполагаемого использования им расового оскорбления. Во второй раз временные тренерские обязанности были поручены Даме.
21 мая 2020 года «Цинциннати» назначил Япа Стама новым главным тренером. 25 сентября 2020 года «Цинциннати» объявил о партнерстве с клубом Бундеслиги «Хоффенхайм». 27 сентября 2021 года, после того как клуб проиграл в шести из семи последних матчей и шёл на предпоследнем месте в турнирных таблицах Восточной конференции и общей MLS, Стам был уволен. Временным исполняющим обязанностей главного тренера стал Тайрон Маршалл.
4 октября 2021 года «Цинциннати» нанял Криса Олбрайта в качестве генерального менеджера. 14 декабря 2021 года Пэт Нунэн был назначен главным тренером «Цинциннати».

## Стадион
Первые два сезона клуб провёл на «Нипперт Стэдиум», стадионе команды Университета Цинциннати по американскому футболу «Цинциннати Беаркэтс».
Свой собственный стадион «Цинциннати» планировал построить к марту 2021 года. Первый матч на «Ти-кью-эл Стэдиум» клуб сыграл 16 мая 2021 года, уступив «Интер Майами» со счётом 2:3.

## Символика

### Эмблема и цвета
Обновленная эмблема была разработана после того, как клуб был принят в качестве команды добившиеся повышения в MLS. Логотип сохраняет ту же оранжево-бело-синюю цветовую гамму, но теперь отдает дань уважения городу Цинциннати
Официальные цвета клуба: оранжевый и голубой, второстепенными цветами являются: серый, тёмно-синий и белый.

### Форма

#### Домашняя
| 2019—2020 | 2020—2021 | 2021—2023 | 2023—2025 | 2025—н. в. |

#### Гостевая
| 2019—2020 | 2020—2022 | 2022—2024 | 2024—н. в. |

Источники:,

### Экипировка
| Период     | Производитель | Титульный спонсор | Рукавный спонсор        |
| ---------- | ------------- | ----------------- | ----------------------- |
| 2015—2018  | Nike          | Toyota            | —                       |
| 2019       | Adidas        | Mercy Health      | —                       |
| 2020       | Adidas        | Mercy Health      | First Financial Bancorp |
| 2021—н. в. | Adidas        | Mercy Health      | Kroger                  |

«Цинциннати» заключил многолетний контракт с First Financial Bank, который станет эксклюзивным партнёром клуба в сфере банковских и финансовых услуг. First Financial получит множество преимуществ от этого партнёрства. В частности, один из входа на стадион (First Financial Gate), где будет расположена клубная зона премиум-класса на новом стадионе. Они также будут участвовать в планировании общественных мероприятий, встреч с болельщиками и различной деятельности в день матча. В рамках расширенного спонсорского соглашения First Financial Bank был объявлен спонсором футболок «Цинциннати» наряду с Cintas.

## Текущий состав
| №  |                | Поз. | Имя              | Год рождения |
| -- | -------------- | ---- | ---------------- | ------------ |
| 1  | Флаг США       | Вр   | Алек Канн        | 1990         |
| 2  | Флаг Ямайки    | Защ  | Алвас Пауэлл     | 1994         |
| 3  | Флаг Парагвая  | Защ  | Хильберто Флорес | 2003         |
| 4  | Флаг США       | Защ  | Ник Хагглунд     | 1992         |
| 5  | Флаг Нигерии   | ПЗ   | Обинна Нвободо   | 1996         |
| 7  | Флаг Японии    | Нап  | Юя Кубо          | 1993         |
| 9  | Флаг Того      | Нап  | Кевин Денке      | 2000         |
| 10 | Флаг Бразилии  | ПЗ   | Эвандер          | 1998         |
| 11 | Флаг США       | Нап  | Кори Бэрд        | 1996         |
| 12 | Флаг США       | Защ  | Майлз Робинсон   | 1997         |
| 13 | Флаг США       | Вр   | Эван Луро        | 1996         |
| 14 | Флаг Австралии | Защ  | Брэд Смит        | 1994         |
| 15 | Флаг США       | Защ  | Брет Холзи       | 2000         |
| 16 | Флаг Зимбабве  | Защ  | Тинейдж Хадебе   | 1995         |
| 17 | Флаг Бразилии  | Нап  | Сержио Сантос    | 1994         |

| №  |                        | Поз. | Имя               | Год рождения |
| -- | ---------------------- | ---- | ----------------- | ------------ |
| 18 | Флаг США               | Вр   | Роуман Селентано  | 2000         |
| 19 | Флаг Румынии           | Нап  | Штефан Кирила     | 2007         |
| 20 | Флаг Чехии             | ПЗ   | Павел Буха        | 1998         |
| 21 | Флаг США               | Защ  | Мэтт Миазга       | 1995         |
| 22 | Флаг США               | ПЗ   | Херардо Венесуэла | 2004         |
| 23 | Флаг Аргентины         | ПЗ   | Лука Орельяно     | 2000         |
| 27 | Флаг Камеруна          | ПЗ   | Брайан Анунга     | 1996         |
| 29 | Флаг Дании             | Защ  | Лукас Энгель      | 1998         |
| 32 | Флаг США               | Защ  | Ноа Аднан         | 2002         |
| 35 | Флаг Франции           | Нап  | Кенджи Мбома Дем  | 2002         |
| 37 | Флаг США               | ПЗ   | Стивен Хименес    | 2007         |
| 42 | Флаг Антигуа и Барбуды | Защ  | Амир Дейли        | 2002         |
| 85 | Флаг Сьерра-Леоне      | Нап  | Кей Камара        | 1984         |
| 91 | Флаг США               | Защ  | Деандре Йедлин    | 1993         |

## Главные тренеры
- Джон Харкс (12 августа — 17 февраля 2017)
- Алан Кох (17 февраля 2017 — 7 мая 2019)
- Йоанн Даме (7 мая — 4 августа 2019, 17 февраля — 21 мая 2020, и. о.)
- Рон Янс (4 августа 2019 — 17 февраля 2020)
- Яп Стам (21 мая 2020 — 27 сентября 2021)
- Тайрон Маршалл (27 сентября — 7 ноября 2021, и. о.)
- Пэт Нунэн (14 декабря 2021 — н. в.)